# 穆林多
穆林多是哥倫比亞的城鎮，位於該國北部，由安蒂奧基亞省負責管轄，距離首府麥德林310公里，始建於1835年，面積1,349平方公里，海拔高度216米，2005年人口3,499。
6°48′N 76°48′W / 6.800°N 76.800°W